# Colonne itinéraire de Maël-Carhaix
La colonne itinéraire de Maël-Carhaix est une borne leugaire romaine de la fin du IIe siècle ou du début du IIIe siècle, installée au-devant du transept Sud de l'église Saint-Pierre, à Maël-Carhaix (Côtes-d'Armor), en France. La pierre présentait lors de sa découverte au XIXe siècle une inscription latine déjà très effacée, et est pratiquement illisible aujourd'hui. 
Avec la borne milliaire de Kerscao, elle est l'une des inscriptions sur lesquelles se basent les hypothèses localisant les toponymes antiques de Vorganium et Vorgium, mentionnées respectivement dans la Géographie de Ptolémée (II, 8, 5 : « Όσίσμιοι, ὧν πόλις Οὐοργάνιον » – Osismioi, ōn polis Ou̓orgánion : « Le littoral Nord à partir du fleuve appelé Sequana est occupé… en dernier lieu, jusqu'au Cap Gobaion, par les Osismi dont la capitale est Vorganium ») et dans la Table de Peutinger (I, 2, o). Ces localisations hésitantes, de même que pour plusieurs autres stations de la Viae Osismiorum (la voie osismienne), font l'objet de vifs débats depuis le XVIIIe siècle.

## Description
La borne est en granite à reflet roux, de forme cylindrique légèrement galbée et irrégulière, avec une base cubique. Elle fait 2,47 m de haut avec 0,62 m de largeur (pour la base ou pour le fût ?).
Le cylindre donne l'impression d'avoir été légèrement « raboté » sur deux ou trois faces.

## Localisation et déplacements
Selon Seymour de Ricci, la pierre a été trouvée à moins de trois kilomètres de son emplacement actuel, au lieu-dit C'hra (anciennement écrit Graff). Elle était probablement le long de l'ancienne voie antique, passant non loin du bourg, allant de Carhaix-Plouguer vers l'Est, jusqu'à Corseul (Bizeul, Galliou 2002), Erquy (Ricci), Aleth (Mottay et Kerviler, Pape 1978) ou Saint-Servant (Merlat et Pape 1956).
D'après les témoignages recueillis par Robert Mowat, elle a été déplacée plusieurs fois. D'abord, très anciennement, devant l'angle du cimetière, au carrefour des routes de Carhaix et de Rostrenen, elle est en 1869 adossée au mur de soutènement du cimetière, sur le côté Est qui borde la place publique. Depuis cette date, elle a été à nouveau déplacée sur le gazon entourant l'église, au-devant du transept Sud. Le périmètre de l'ancien cimetière n'étant pas visible sur place, il n'est pas possible d’être plus précis. 
La photographie publiée en 2002 dans la Carte archéologique de la Gaule pourrait indiquer que le socle de la borne a été modifié, et qu'elle a subi une rotation, à une date récente.

### Une deuxième borne
Le fragment d'une autre borne, fabriquée dans un granite analogue, mais anépigraphe, a aussi été signalé à l'entrée du bourg de Maël-Carhaix au XIXe siècle. En 1897, celui-ci avait été débité dans sa longueur et faisait 1,35 m de long pour 0,16 m de diamètre. Sa moitié postérieure était engagée dans un terrassement. En 1957, il servait de linteau à la porte d'entrée d'une ruine située à 50 m de l'église et restaurée depuis.

## Historique de la découverte
Ce monument était localement nommé men-braz, « grande-pierre », lors des premières études.

## Inscription

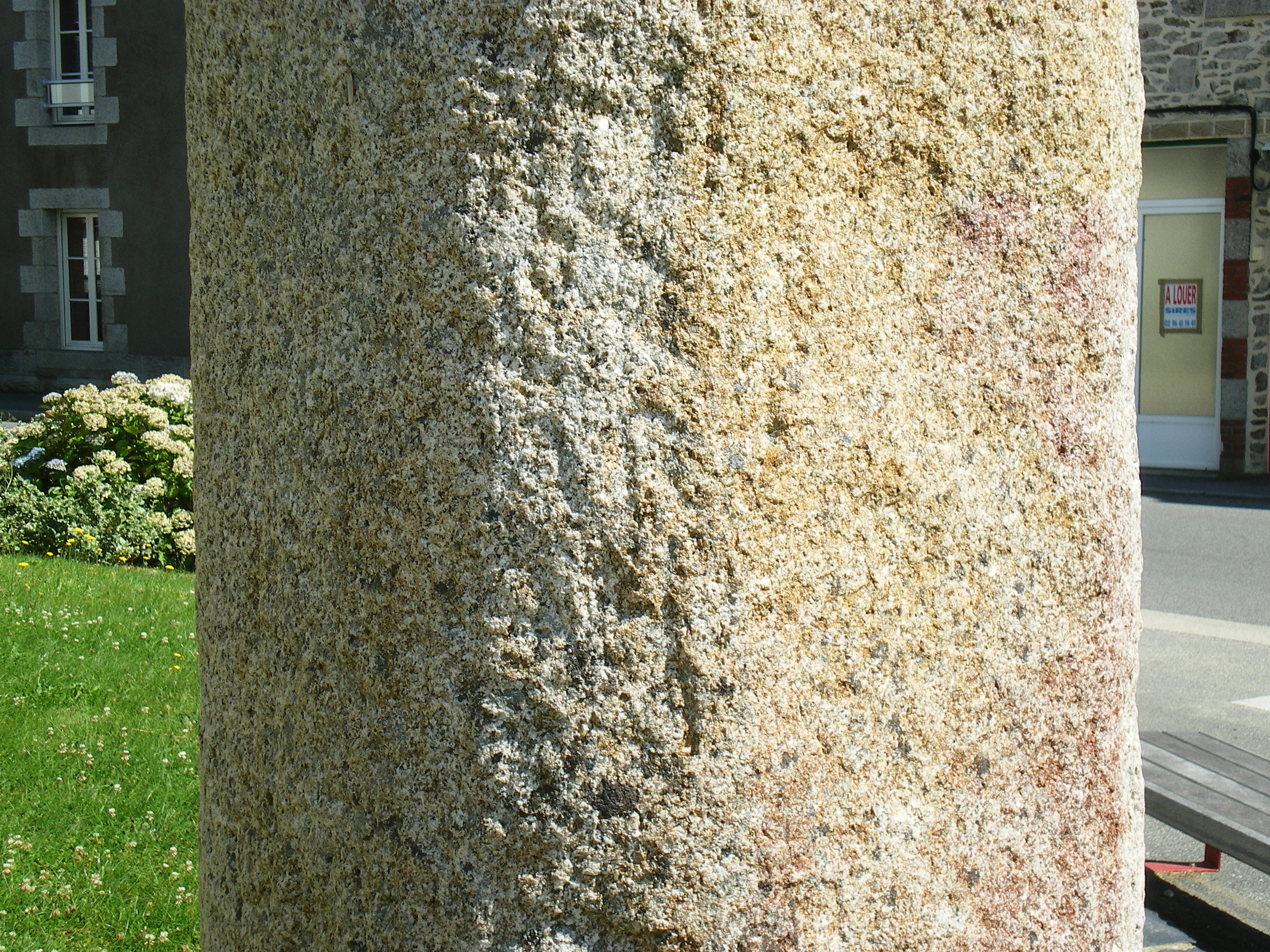
Détail de l'inscription où l'on peut déchiffrer les lettres AR.

### Transcriptions du texte

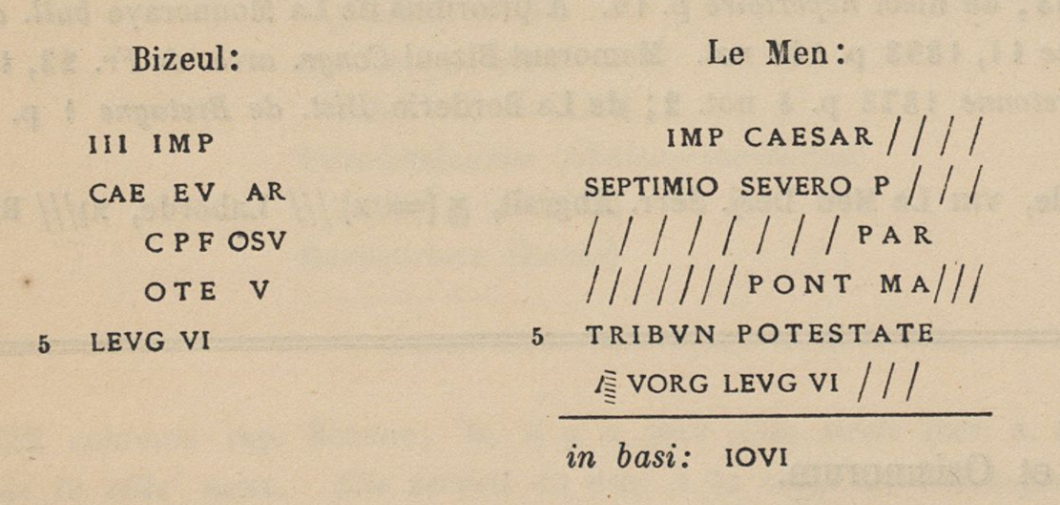
Les lectures de Bizeul et de Le Men, tel que publiées dans le CIL XIII (p. 679) en 1907.

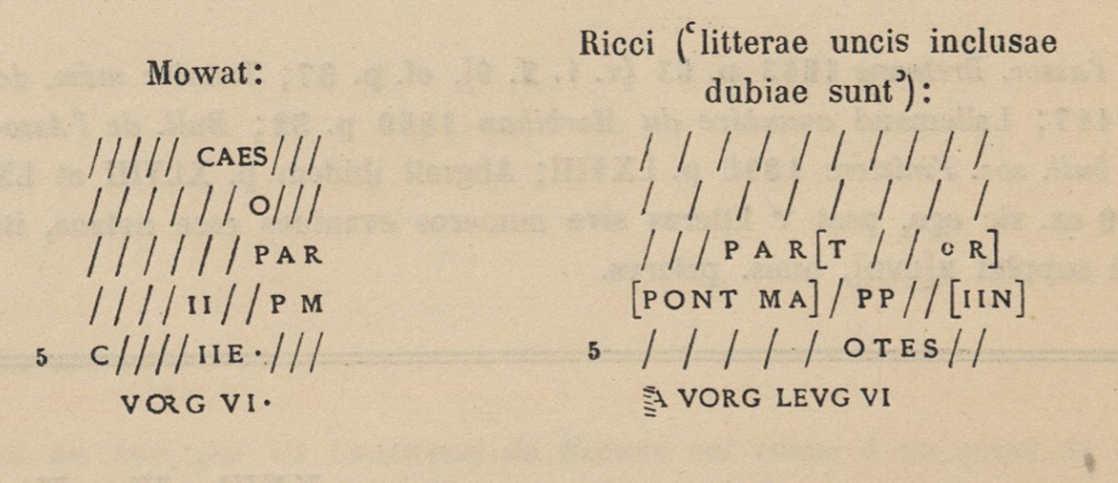
Les lectures de Mowat et de Ricci, tel que publiées dans le CIL XIII.

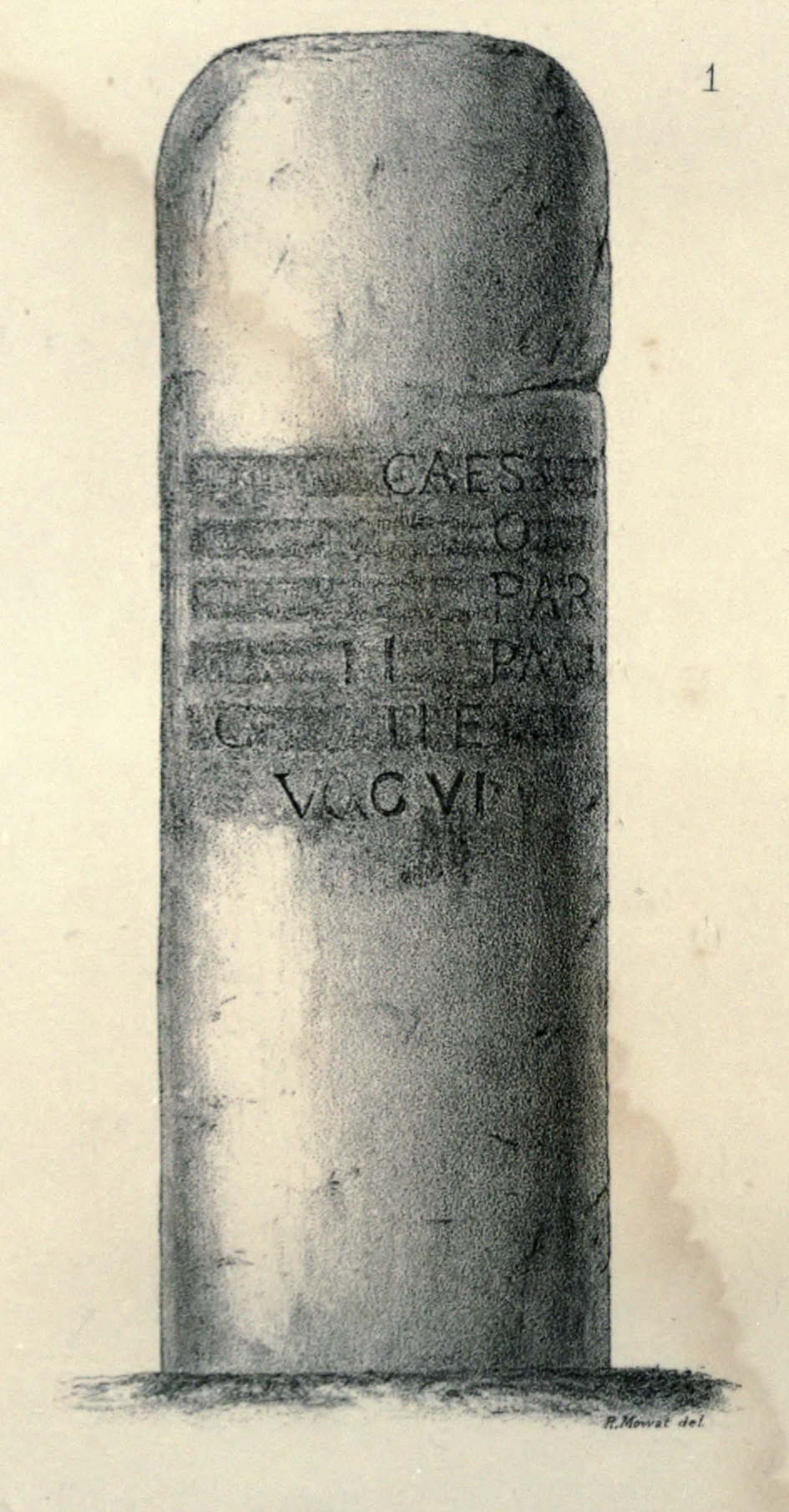
Relevé en 1874, par Robert Mowat, et contesté depuis.

Entre crochets les lettres douteuses, et en minuscule les développements hypothétiques.
D'après Louis Bizeul (c. 1854)
III IMP 
CAE EV AR 
CPF OSV 
OTE V 
LEVG(as) VI
D'après Robert Mowat (1874 [1873])
CAES(ari) 
O
PAR(thico)
II PM
C [II] E.
V[OR]G(io) (leugae) VI.
D'après René-François Le Men (1875 [1874])
IMP CAESAR 
SEPTIMIO SEVERO P
PAR
PONT MA
TRIBVN POTESTATE
[A] VORG LEVG VI
[IOVI]
D'après Seymour de Ricci (1897)
[3]
[3]
PAR[T] [cR] 
[PONT MA] PP [IIN] 
OTES 
A VORG LEVG VI

### Restitutions hypothétiques
D'après René-François Le Men (1875 [1874])
Imperatori Caesari ..... 

Septimio Severo pio 

(felici augusto) ..... parthico ..... 

..... pontifici maximo ..... 

tribunicia potestate...

a Vorgio leugae sex.
D'après Seymour de Ricci relisant Le Men (1897)
Imp(eratori) Caesar[i L(ucio)] 

Septimio Severo p[io 

Pertinaci] Part[hico]........... 

Pont(ifici) Ma[x(imo)] P(atri) P(atriae) [co(n)s(uli)] quartum (?)

Tribun(icia) potes(tate).....

A Vorg(io) (?) Leug(ae) sex
D'après Louis Pape (1978), « on ignore si l'inscription a jamais porté le nom de Septime Sévère ; il pourrait s'agir de Caracalla [donc] ce n'est qu'avec prudence que l'on peut avancer : »
Imp(eratori) Caesar[i L(ucio)] 

Septimio Severo p[io 

Pert(inaci) Aug(usto) Arab(ico) Adiab(enico)] Par[th(ico)

max(imo) Brit(annico) max(imo)], pont(ifici) ma[x(imo)], p(atri) p(atriae),

tribun(icia) potest(ate) [..., imp(eratori)..., co(n)s(uli)..., proco(n)s(uli)...]

a Vorg(io) leug(ae) VI.

### Traductions hypothétiques

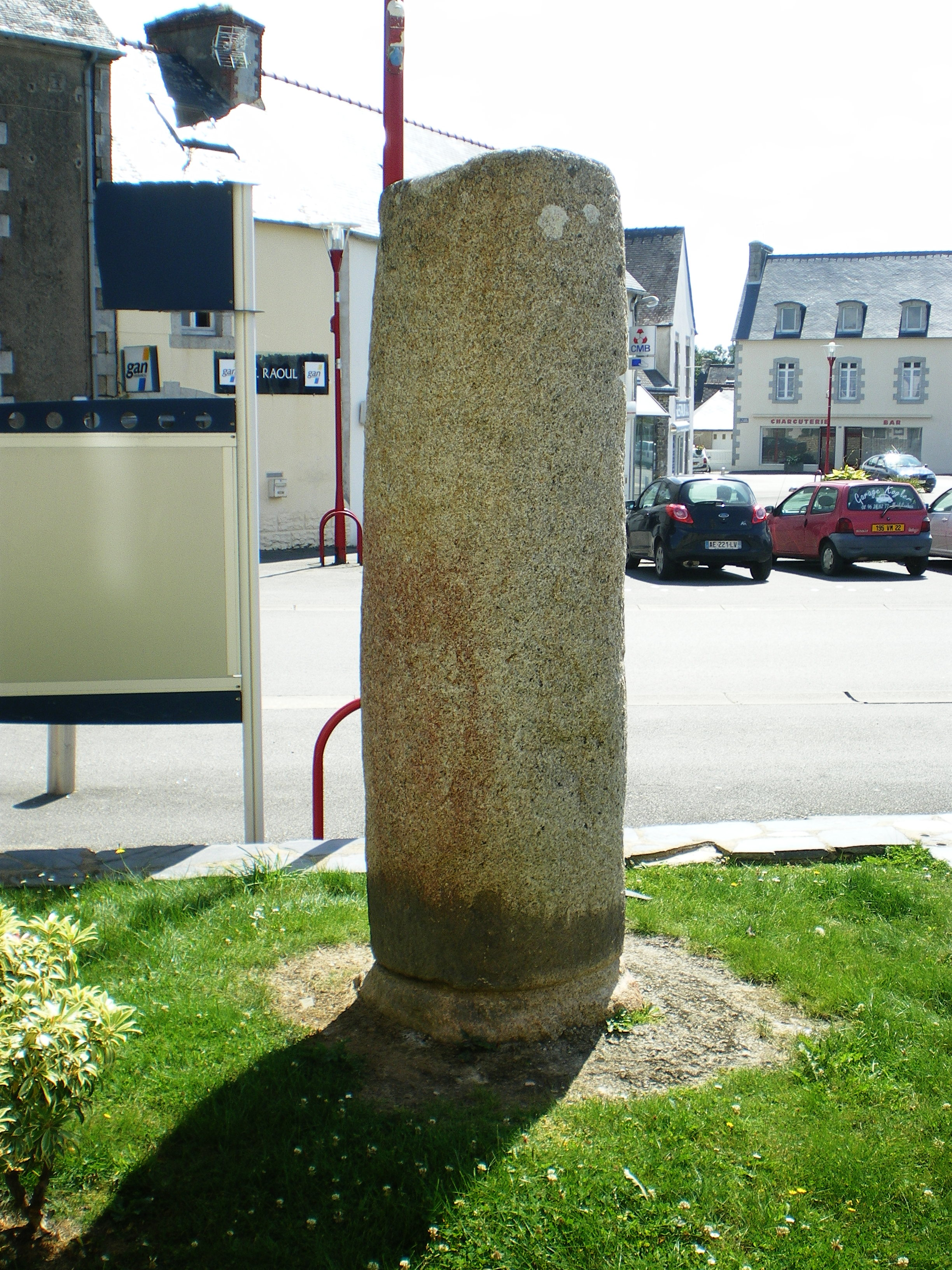
Face nord de la colonne.

Selon la restitution de Seymour de Ricci
À l'empereur César Lucius 

Septimius Severus, pieux, 

obstiné, vainqueur des parthes, 

grand pontife, père de la Patrie, consul pour la 4e fois (?), 

détenteur de la puissance tribunitienne pour la ? fois, 

6 lieues depuis Vorgium (?)
Selon la restitution de Louis Pape (1978)
À l'empereur César Lucius 

Septimius Severus, pieux, 

obstiné, Auguste, grand vainqueur des parthes arabes et des parthes adiabènes, 

grand vainqueur des britanniques, grand pontife, père de la Patrie, 

détenteur de la puissance tribunitienne pour la ? fois, acclamé imperator pour la ? fois, fait consul pour la ? fois, fait proconsul pour la ? fois, 

6 lieues depuis Vorgium 

## Interprétations

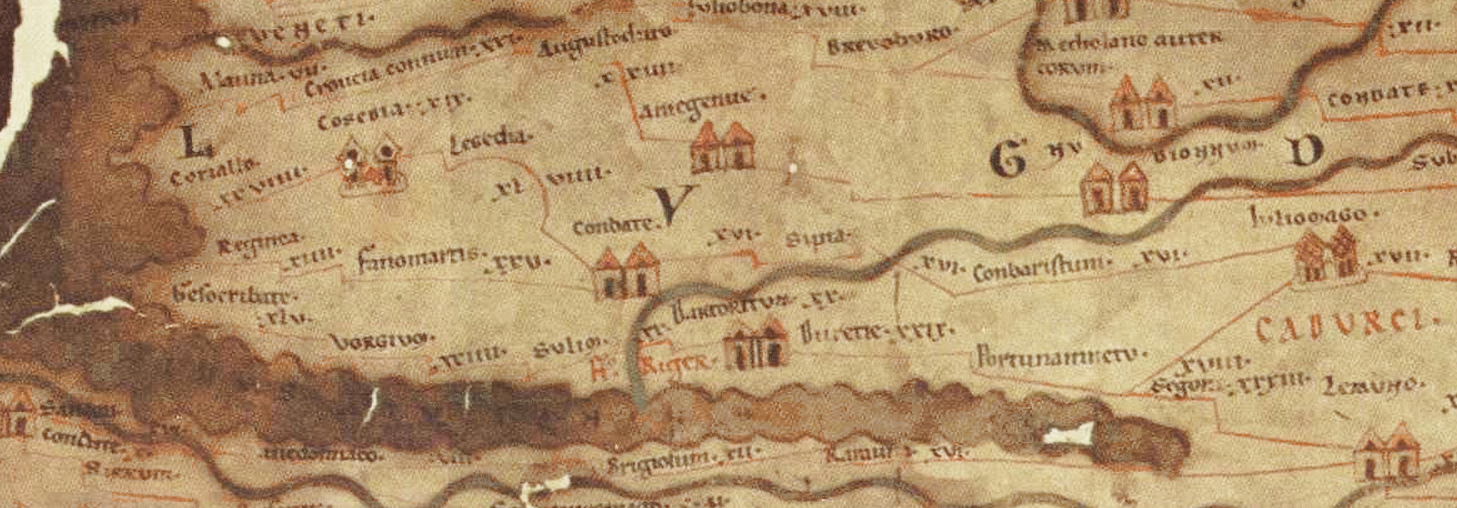
Extrait de la Table de Peutinger (Segm. I, 2, o) concernant la voie de Iuliomagus (Angers) à Gesocribate (Brest ? Aber-Wrac'h ? Pointe Saint-Mathieu ? Douarnenez ?), via Portunamnetu = portus Namnetum (Nantes), Duretie (Rieux), Dartoritum = Dariotitum (Vannes), Sulim = Sulis (probablement Castennec en Bieuzy) et Vorgium (Carhaix ?) = Vorganium de Ptolémée ? (Kerilien en Plounéventer ?).

La titulature indiquée sur l'inscription étant déjà très douteuse à l'époque de sa première édition, la borne est généralement datée de l'époque de Septime Sévère sans plus de précisions.  Mais Louis Pape rappelle qu'étant sans certitude à propos du nom de Septime Sévère, l'inscription pourrait aussi dater de Caracalla, soit de 211 à 217.
Dans le premier cas, couramment admis, elle pourrait dater soit de 195 (consul pour la 2e fois en 194 ; et restituer Arabicus Adiabenicus Parthicus), soit d'après 198 (alors il faut restituer Particus maximus à la place de Britannicus Maximus), soit d'après 202 (consul pour la 3e fois).